# Berne (Baixa Saxônia)
Berne é um município da Alemanha localizado no distrito de Wesermarsch, estado da Baixa Saxônia.